# Кролівництво

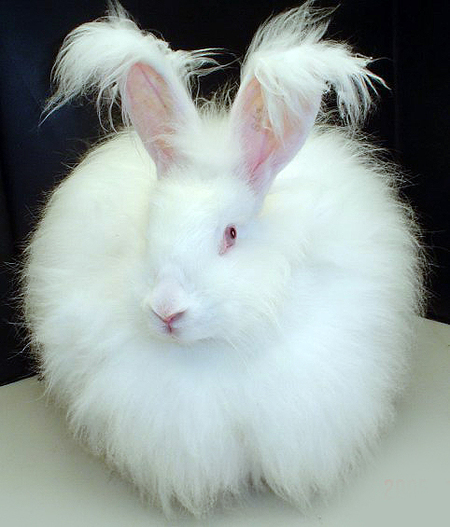
Кріль ангорської породи

Кролівни́цтво — допоміжна галузь тваринництва, що забезпечує виробництво дієтичного м'яса, хутра, пуху, шкіри, тощо при розведенні одомашненої форми виду кріль європейський.

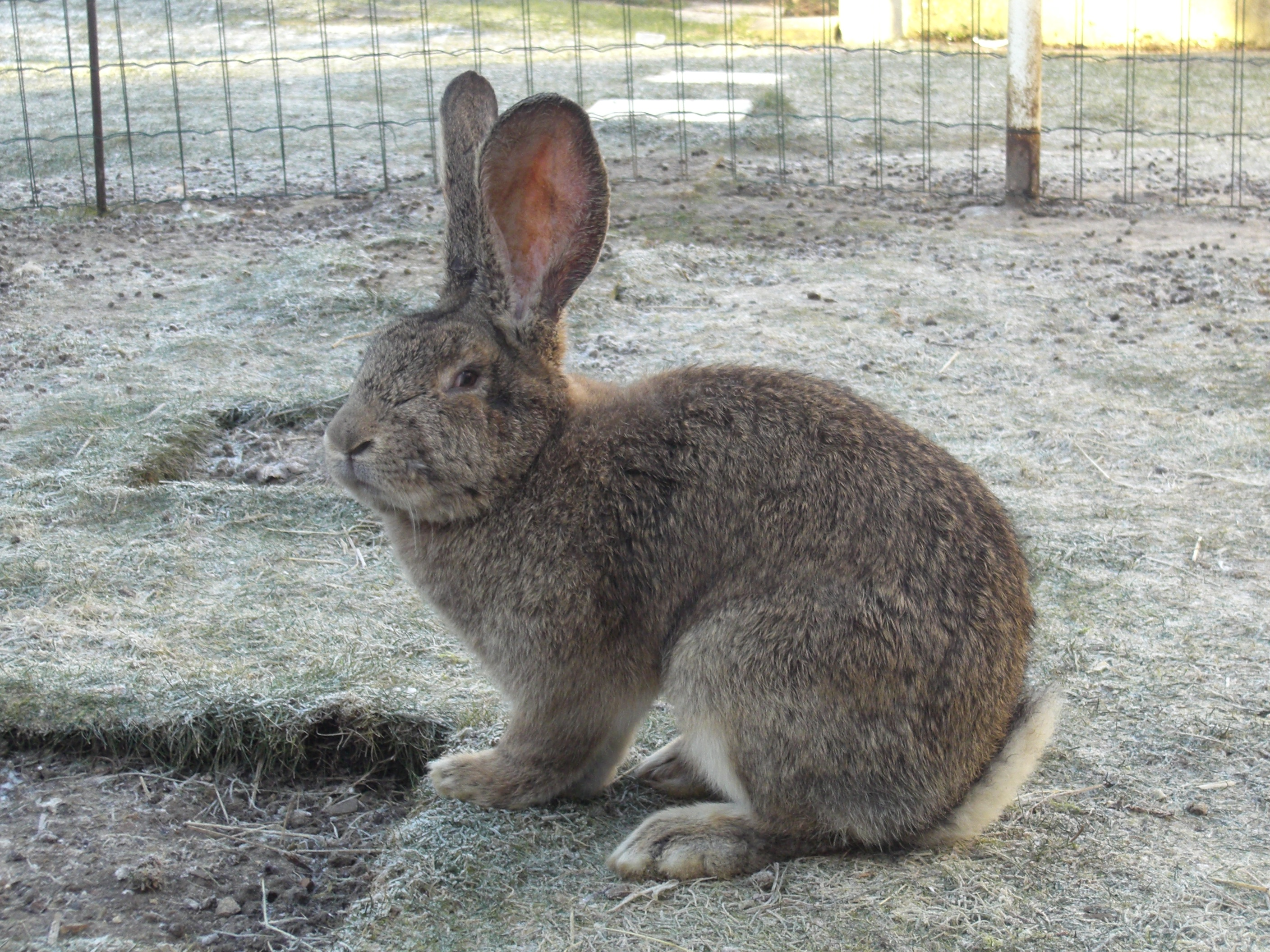
Бельгійський фландр

Кролів відносять до класу ссавців, надряду гризунів (травоїдних), ряду Зайцеподібні, родини Зайцеві, роду кріль (Oryctolagus). Кролі характеризуються високою плодючістю, багатопліддям і скоростиглістю. Одомашнені кролі на початку нашої ери. Батьківщиною свійських кролів вважають Іспанію та Францію. На території України кролів розводять з XI сторіччя.

## Розведення

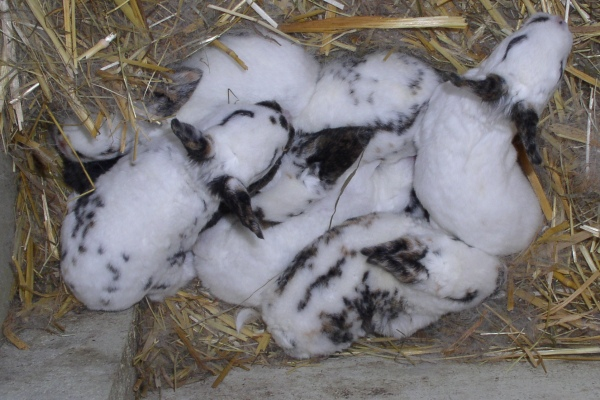
Кроленята

Статевої зрілості кролі досягають у віці 3-3,5 місяців, але парувати їх слід при досягненні живої маси крупними породами 3,5 кг, середніми 2,5 кг.
Сезонність розмноження у кролів майже відсутня. Статевий цикл у них триває 8-9 днів. Найкращий час парування кролів влітку з 6 до 9 та з 19 до 21 години, а взимку — з 9 до 11 та з 15 до 17 години. Для парування самок підсаджують у клітку до самця. Через 10-15 днів після парування вже можна точно визначити крільність матки. Крільність у самок триває 32 дні. При народженні кроленята мають масу 40-95 г. Самки можуть поєднувати крільність з лактацією, тому здатні давати від 4-х до 5-и (і навіть більше) окролів протягом року.
Склад молока кролематок 13-27% жиру, 10-15% білку, 1,8-2,1% молочного цукру, 2,6% мінеральних речовин. Висока поживність молока забезпечує швидкий розвиток кроленят, вже на 5-7-й день життя вони покриваються шерстю і їх жива маса подвоюється, на 10-11-й день починають бачити, на 15-20-й день вилазять з гнізда. Кроленята народжуються голими і сліпими. Відлучають кроленнят від матки у віці 1,5-2 місяці при досягненні живої маси 0,9-1,2 кг. Утримують самок окремо від самців; якщо такої можливості нема, то самців каструють.
Тривалість життя кролів сягає 5-8 років. У кролівництві застосовують як чистопородне розведення, так і міжпородне схрещування з метою одержання ефекту гетерозису.

## Основні породи кролів

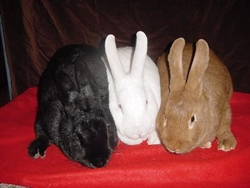
Новозеландські породи кролів: чорний, білий, червоний.

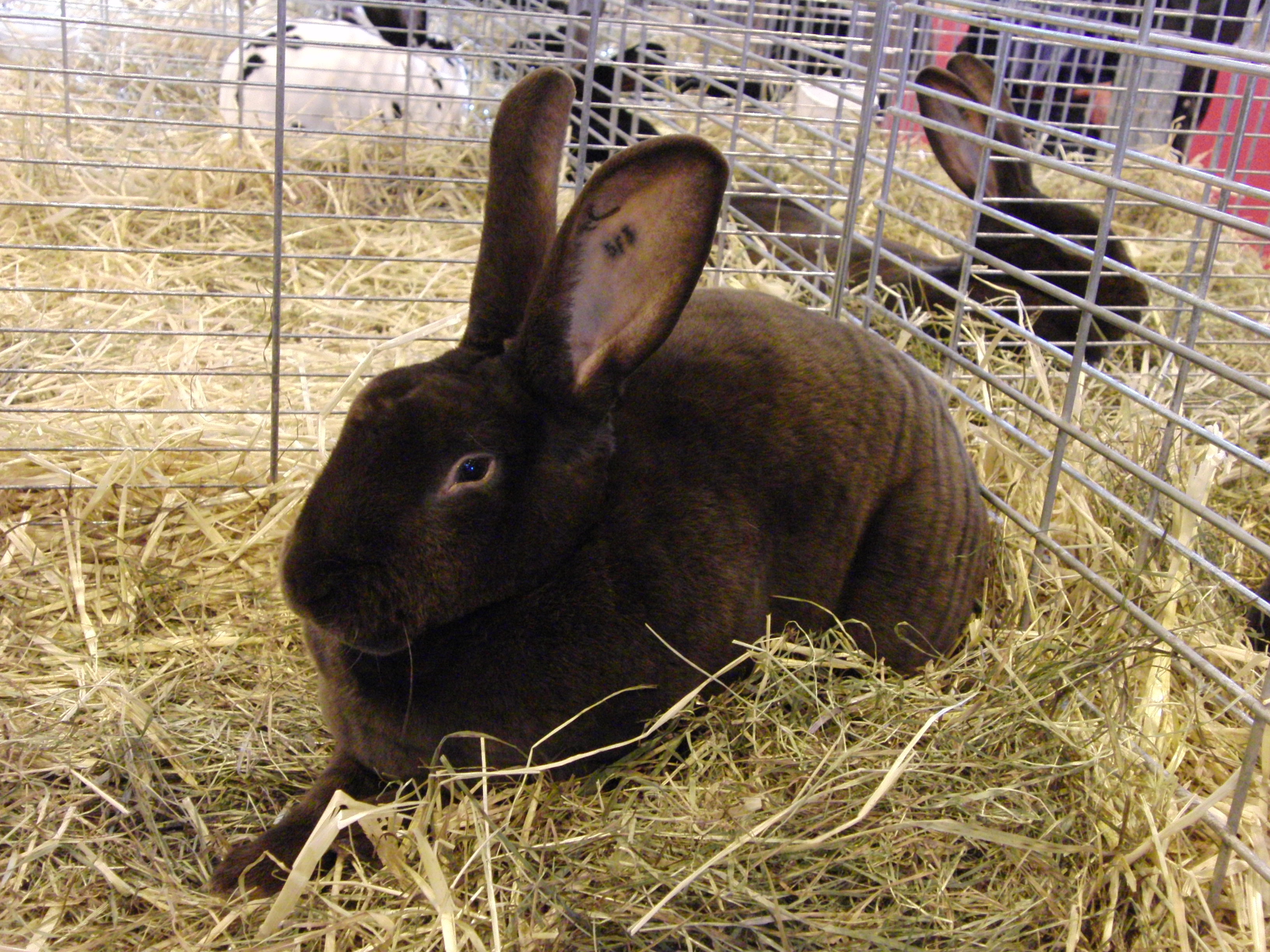
Кріль породи рекс

Кріль породи метелик

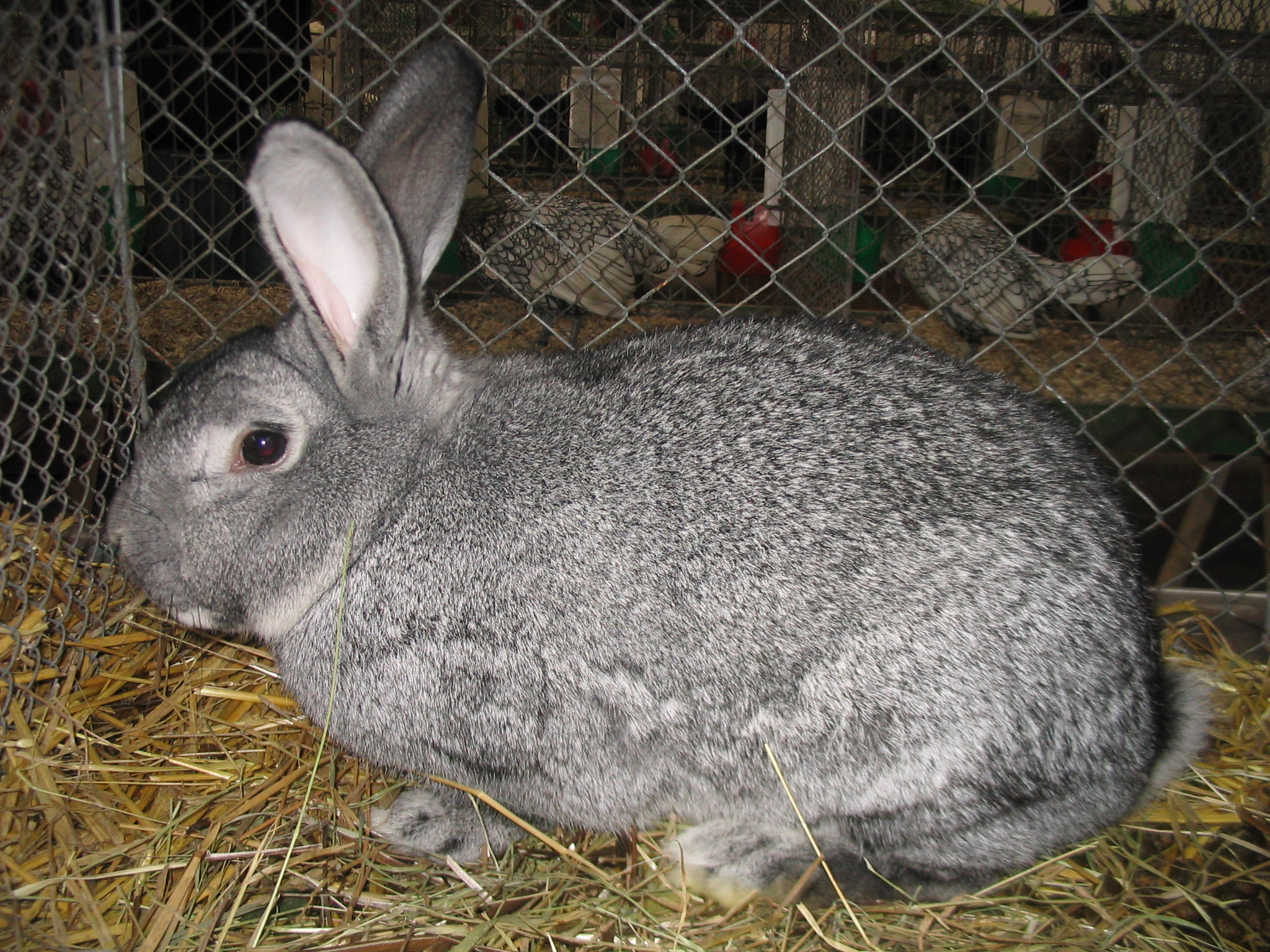
Кріль породи шиншила

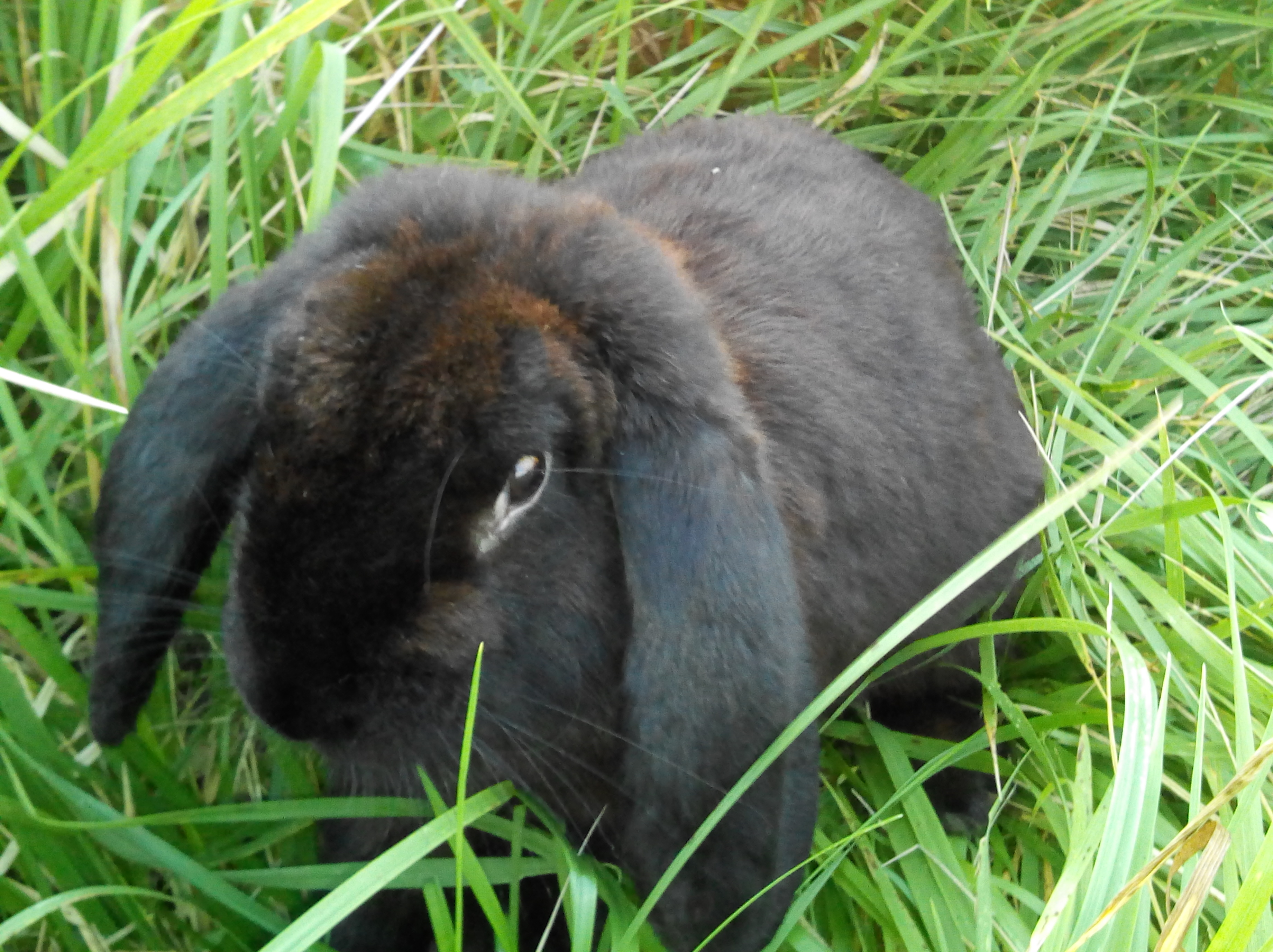
Кріль породи французький баран

За характером продуктивності в кролівництві породи розрізняють:
- м'ясо-шкуркові;
- пухові;
- м'ясні.

За довжиною волосяного покриву:
- короткошерсті;
- нормальношерсті;
- довгошерсті.

За розмірами і живою масою:
- великі;
- середні;
- дрібні.

Породами м'ясо-хутрового напряму є шиншила, сірий велетень (виведена в звірогосподарстві «Петровський» Полтавської області), білий велетень (виведені у Бельгії і Німеччині), срібляста, віденська блакитна, каліфорнійська біла, новозеландська біла, біла пухова тощо. Також широко розповсюджені декоративні породи кролів. Нині існує понад 200 порід кролів.

## Годівля кролів

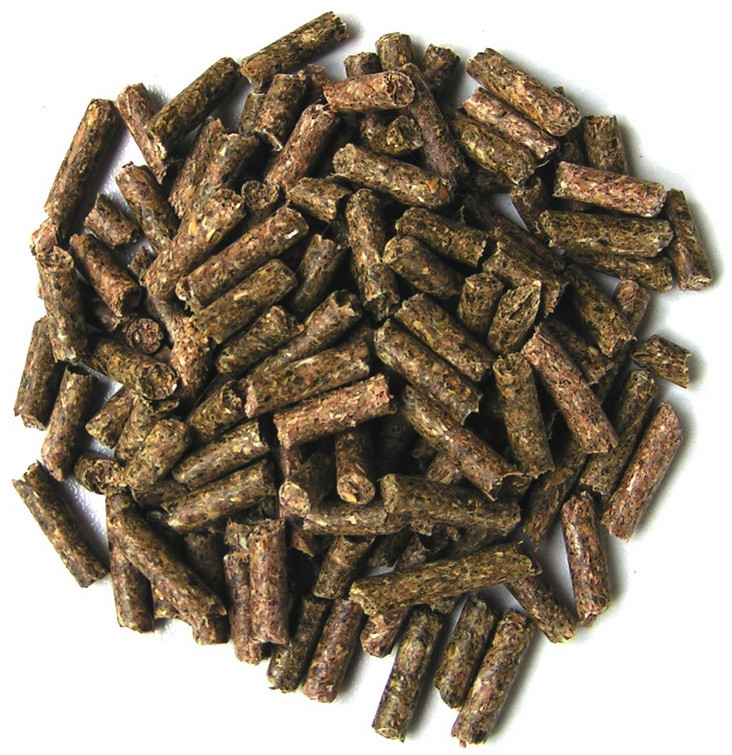
Гранульований сухий кролячий корм

У кролівництві застосовують комбінований і сухий типи годівлі. При комбінованому типі використовують концентровані, соковиті, зелені і грубі корми. Сухий тип годівлі базується на використанні повнораціоних гранульованих кормів. Основними кормами для кролів є трава, сіно, силос, сінаж, гілковий корм, коренебульбоплоди, баштанні, концентровані. Для годівлі кролів використовують зерно злакових і бобових рослин. Найкращим кормом є овес, який згодовують у натуральному вигляді. Ячмінь слід подрібнювати, оскільки його оболонка у кролів слабко перетравлюється і викликає розлади травлення. Для збагачення раціону білками дають макуху, м'ясокісткове і рибне борошно. Краще концентровані корми кролям згодовувати у вигляді гранул або комбікорму.
Кролі добре поїдають харчові відходи, але не можна їм згодовувати запліснявілі корми. Соковитими кормами для кролів можуть бути овочі, коренебульбоплоди, зокрема, морква, капуста, турнепс, ріпа, редька тощо. Червоні буряки кролям краще не згодовувати, а кормові давати в обмеженій кількості, оскільки їх органічні кислоти викликають розлади травлення, особливо у молодняка. Кролі добре поїдають гарбузи, кабачки та їх бадилля, а також зелені конюшину, люцерну, еспарцет, віку, овес, горох та їх суміші. Зелену масу перед згодовуванням підв'ялюють.
Добрим грубим кормом для кролів є сіно, гілковий корм. Кролі характеризуються копрофілією — поїданням власного калу, що містить неперетравлені поживні речовини, мікробний білок, вітаміни групи В і мікроелементи.
Потребу кролів у поживних речовинах і норму годівлі встановлюють з врахуванням статі, віку, живої маси, фізіологічного стану, сезону року. За умови комбінованого типу годівлі з концентрованих, соковитих, зелених і грубих кормів готують мішанки, а при сухому — використовують повнораціонні гранульовані корми.
Дорослих тварин годують два, молодих три рази протягом дня у чітко визначений час. Вночі кролі споживають до 60% добової норми корму. Поять кролів чистою і свіжою водою.
Утримують кролів у залежності від природно-кліматичних умов і можливостей господарства в клітках, спеціальних ямах, крільниках з регульованим мікрокліматом. Здорові кролики мають міцний тулуб, живі чисті очі, блискучий щільний волосяний покрив. Вони рухливі. Кролів незадовільної тілобудови, з виступаючими стегнами, витягнутою головою, неправильною постановкою вух із звисаючими кінчиками, провислою спиною чи животом, з кривими лапами, кудлатим волоссям, що випадає, для розведення не використовують.

## Продукція

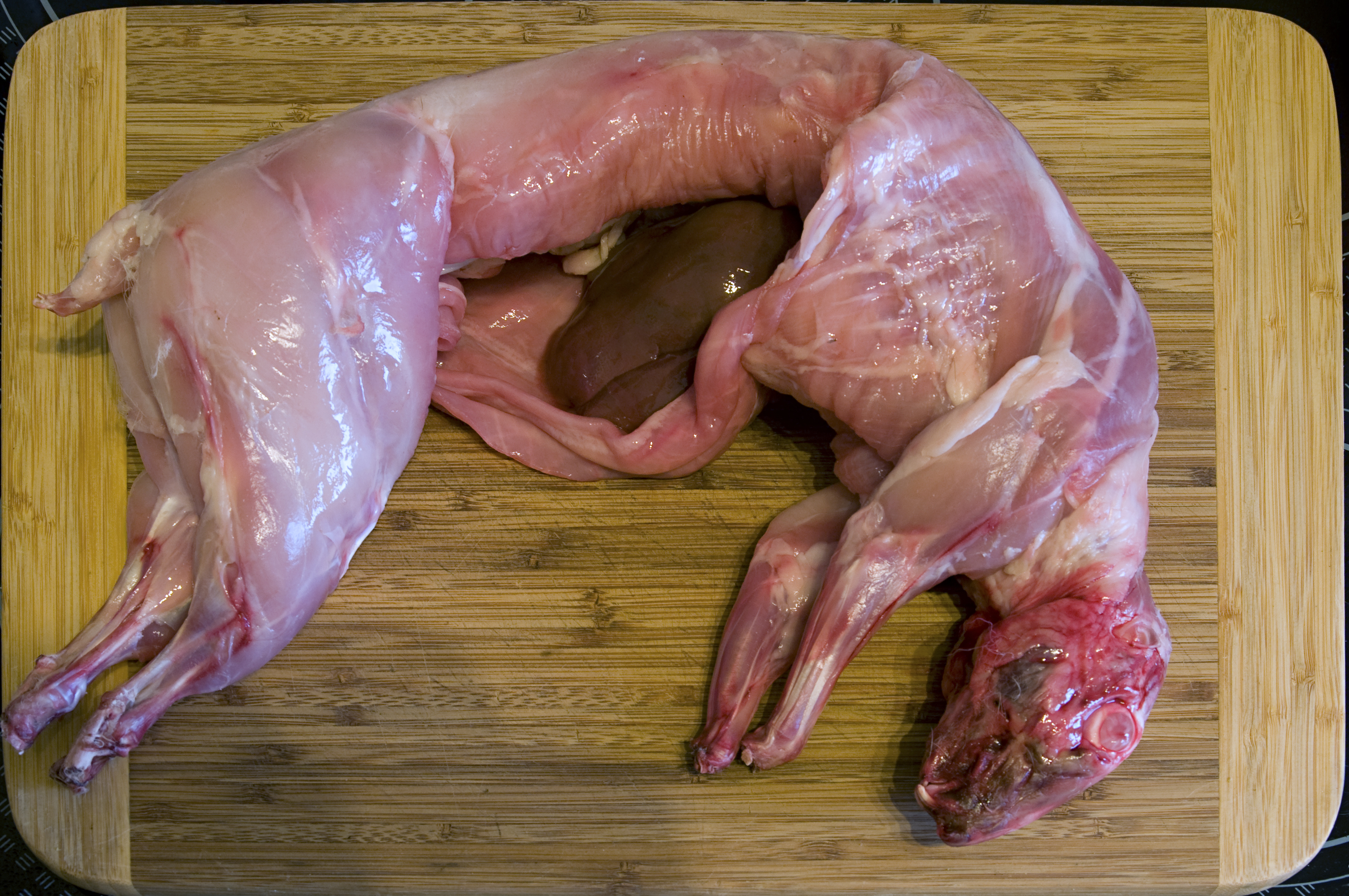
Кроляча тушка

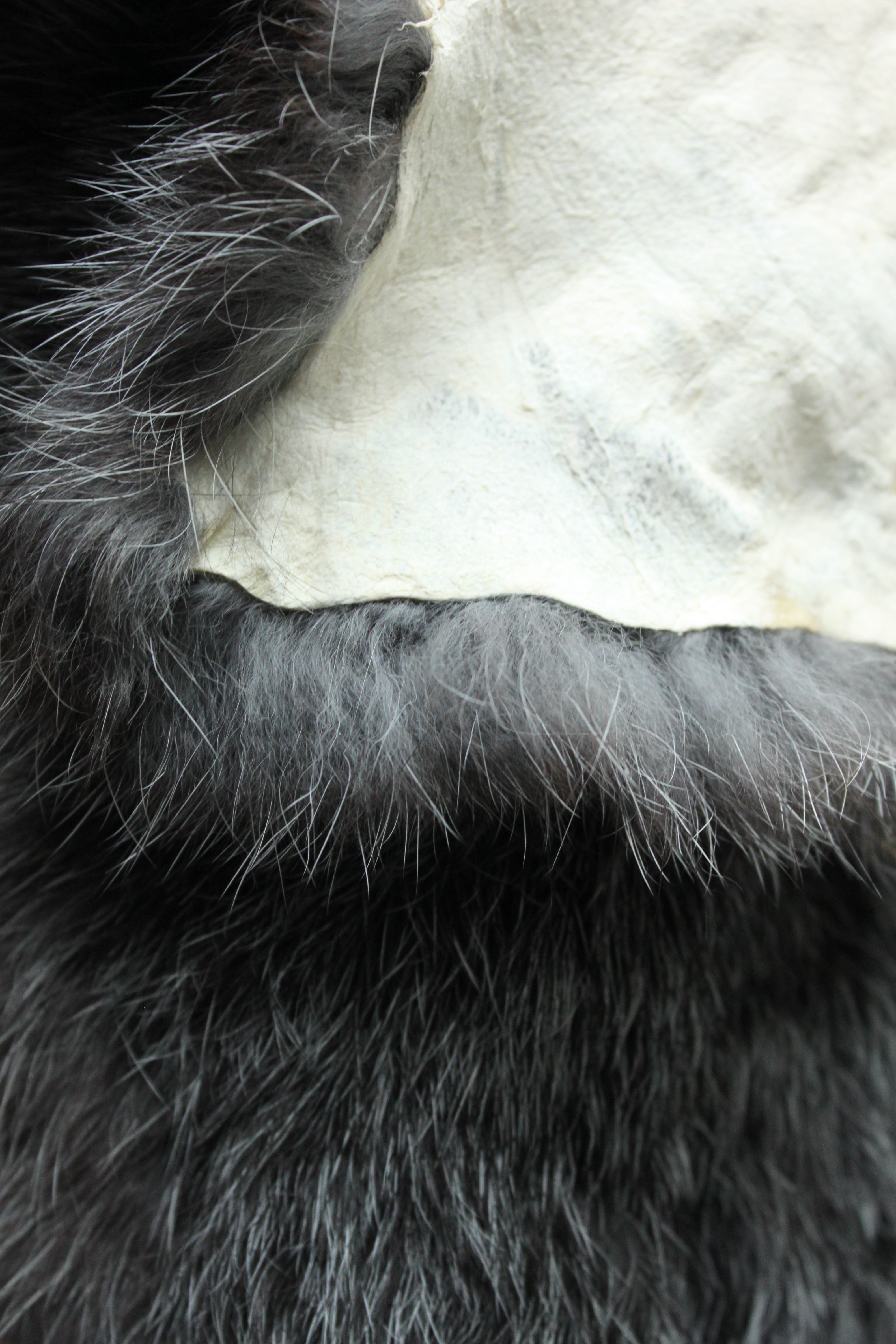
Хутро кролика з волосками різної довжини

Хімічний склад м'яса кролів характеризується підвищеною кількістю вологи (74…77%) порівняно з м'ясом інших в идів тварин, досить високим вмістом білків (15…19%), низьким вмістом жиру (5…6%), екстрактних речовин, пуринових сполук і холестерину. За вмістом повноцінних білків поступається лише м’ясу індички. В організмі людини засвоюється до 90% білка, тоді як білки яловичини лише на 62%. Порівняно із курячим м’ясом кролятина містить у 2,7 рази менше холестерину, в ньому багато лецитину, який запобігає
атеросклерозу, кролячий жир легкоплавкий і добре засвоюється. М'ясо кролів має гарні смакові та кулінарні властивості, воно соковите, ніжне, має низьку калорійність (136 ккал на 100 г м’яса), і рекомендується як дієтичний продукт дітям, людям похилого віку, а також у разі захворювань шлунка, печінки, серцево-судинної системи. Воно добре поєднується з іншими видами м'яса і різноманітними продуктами, зберігає свої смакові і поживні властивості в свіжому, засоленому, копченому і консервованому виді.

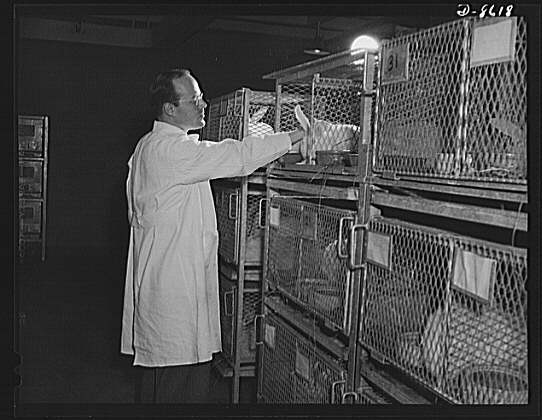
Кролів використовують в лабораторіях для досліджень

Шкіру кролів використовують для виготовлення замші, легкого взуття, галантерейних виробів. Хутро кролів використовують як у натуральному вигляді, так і в імітованому під морського котика, нутрію, видру, вивірку, соболя, песця тощо.
Кролів широко використовують в наукових лабораторіях для біологічних і медичних досліджень.

## Кролівництво за кордоном

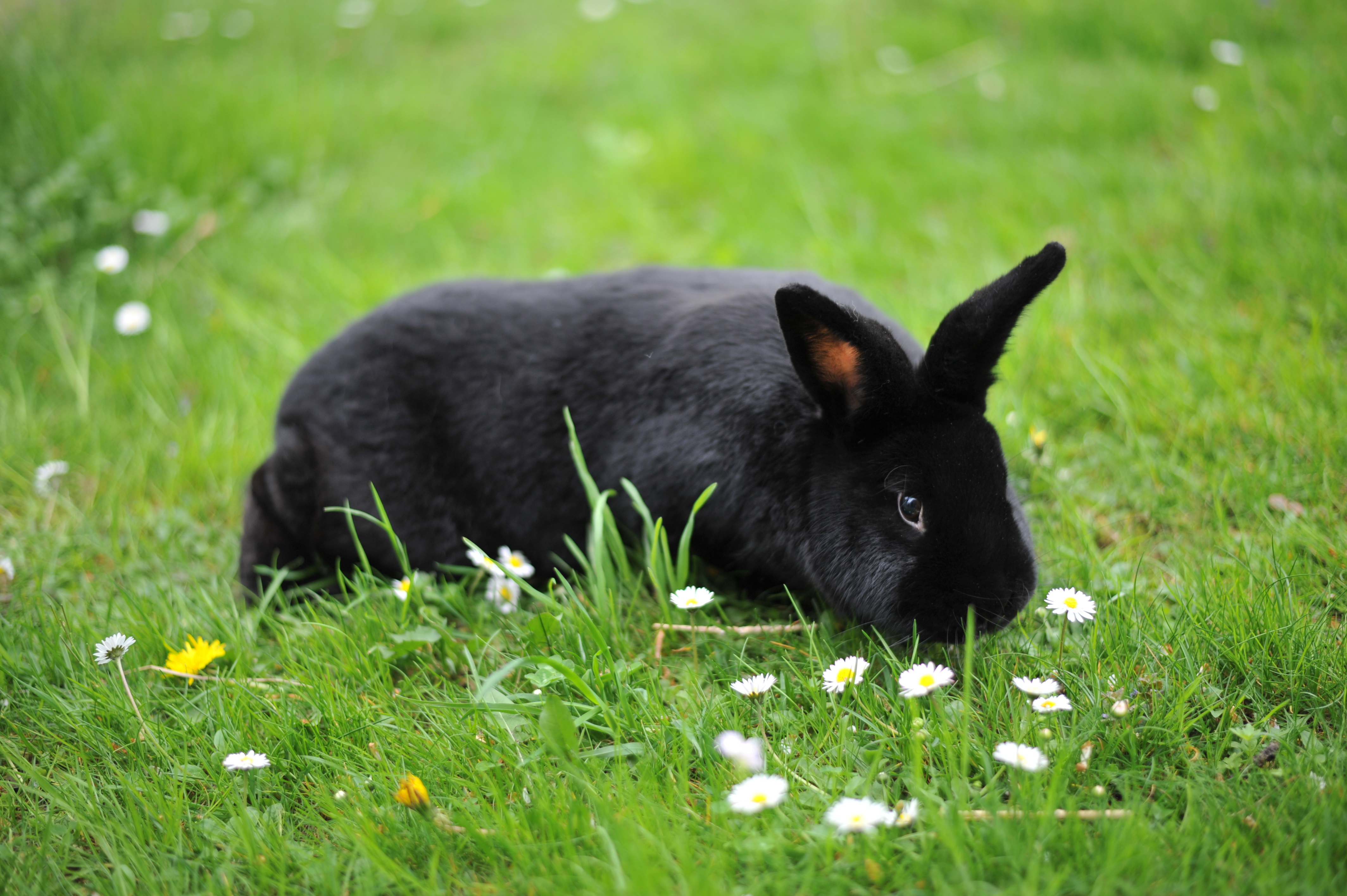
Кріль породи аляска

Кролівництво відіграє значну роль у забезпеченні людства продовольством та хутровими виробами. Світове виробництво м'яса кролів перевищує 2 млн тонн (оцінка ФАО)[коли?]. У Китаї його виробляють близько 1 млн тонн, в Італії — 160–180 тис. тонн, Франції — 140–180 тис. тонн. Кролівництво також розвинене у США, Великій Британії, Угорщині, Чехії, Словаччині, Польщі, Болгарії. У найближчій перспективі м'ясо кролів займе вагоме місце у харчуванні людей всього світу.[джерело?] Швидкому відтворенню та подальшому розвиткові галузі сприяють виняткові біологічні та господарсько-корисні особливості кролів, серед яких найціннішими є висока плідність, скоростиглість, оплата кормів, невибагливість до умов утримання (клітки на подвір'ї, шеди, навіси, хліви), доступність догляду для широких верств населення та ефективного використання поширеного асортименту кормів (посівних, лугових, лісових) поживних з мінімальною витратою високо-коштовних концентрованих кормів та інше.
На м'ясо кролів майже не існує національних (релігійних) обмежень, як наприклад на свинину чи яловичину (іслам, індуїзм та інші релігії).

## В Україні

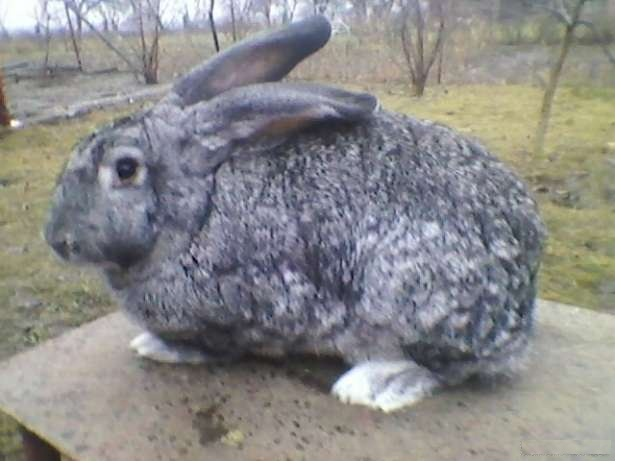
Кріль породи сірий велетень

У роки найвищого розквіту галузі (1975–1985 роки) в Україні щорічно вироблялось 120–165 тис. тонн м'яса кролів, 30-45 млн шкурок, а її частка у світовому виробництві кролятини досягала 8%. У загальнодержавному обсязі виробництва м'яса на частку високо-дієтичної кролятини припадало 8-10%. Кролівництво в Україні було досить прибутковою галуззю, в якій було зайнято понад 600 тис. кролівників. Проте, у останні роки кролівництво занепало через відсутність сучасних наукових розробок з питань повноцінної годівлі, технології утримання кролів, низький рівень ведення племінної роботи і ветеринарного забезпечення. Стримує розвиток галузі і відсутність координаційних органів, як у центрі, так і на місцях.
На даний час[коли?] поголів'я кролів України на 97-98% сконцентровано у індивідуальних селянських господарствах і становить 1,2-1,3 млн маточного і ремонтного поголів'я, а решта у фермерських господарствах та племінних суб'єктах різних форм власності та господарювання. За результатами державної атестації, племінну базу галузі в Україні на сьогодні[коли?] складають 1 племінний завод та 7 плем-репродукторів з розведення порід кролів.